# Wahlen 1908
◄◄ | ◄ | 1904 | 1905 | 1906 | 1907 | Wahlen 1908 | 1909 | 1910 | 1911 | 1912 | ► | ►►

Weitere Ereignisse
Folgende Wahlen fanden 1908 statt:
- am 31. Mai die Landtagswahlen in Bayern
- am 1. und 2. Juli  die Parlamentswahl in Finnland 1908
- im September die Wahl zum Schwedischen Reichstag 1908
- am 26. Oktober die Kanadische Unterhauswahl 1908
- am 29. Oktober die Schweizer Parlamentswahlen 1908
- am 3. November die Präsidentschaftswahl in den Vereinigten Staaten 1908
- im November und Dezember die Wahl zum Abgeordnetenhaus im Osmanischen Reich 1908
- im November und Dezember die Landtagswahl in Lippe 1908